# Brachyexarna lobipennis
Brachyexarna lobipennis är en insektsart som beskrevs av Sjöstedt 1921. Brachyexarna lobipennis ingår i släktet Brachyexarna och familjen gräshoppor. Inga underarter finns listade i Catalogue of Life.